# Gnetum tenuifolium
{{#ifeq:0|0|{{#if:|{{#if:Gnetumtenuifolium|[[]}}|}}}}
Gnetum tenuifolium — вид голонасінних рослин класу гнетоподібних.

## Поширення, екологія
Країни проживання: Індонезія (Суматра); Малайзія (півострів Малайзія); Таїланд. Присутній в щільних вічнозелених низинних лісів і був знайдений неодноразово в скелястих лісах. У Таїланді, повідомляється з вторинних лісів, де воно росте в основному в затінених місцях.

## Загрози та охорона
Головна загроза це втрата середовища проживання в результаті вирубки лісів для перетворення в основному для гумових і плантацій олійних пальм і рисових полів. Росте в кількох національних парках і природних заповідниках.